# Лема Шеплі — Фолкмана
Лема Шеплі — Фолкмана пов'язує дві операції опуклої геометрії — додавання за Мінковським і опуклу оболонку. Лема має застосування в низці дисциплін, в тому числі в математичній економіці, оптимізації і теорії ймовірностей. Лема і пов'язані з нею результати дозволяють дати ствердну відповідь на питання «Чи близька до стану опуклості сума декількох множин?».
Лема названа на честь Ллойда Шеплі і Джона Фолкмана і була вперше опублікована в роботі економіста Росса Старра. У 2012 році Шеплі нарівні з Елвіном Ротом став лауреатом Нобелівської премії з економіки. Робота Старра, в якій лема була згадана вперше, побачила світ у 1969 році. Тоді економіст співпрацював з відомим американським вченим Кеннетом Ерроу та займався вирішенням питання про існування деяких економічних рівноваг. В роботі Старра проводилося дослідження економіки, в якій деякі геометрично виражені взаємозв'язки, котрі мали властивістю неопуклості, замінялися найближчими опуклими аналогами — опуклими оболонками. Старр довів, що така «овипуклена» економіка має рівноважні стани, вельми близькі до квазірівноваги оригінальної економіки. Більш того, науковець довів, що кожна квазірівновага має низку оптимальних характеристик справжньої рівноваги, які були знайдені в опуклих економіках. Роботи Шеплі, Фолкмана і Старра показали, що основні результати опуклої економічної теорії є хорошими наближениями економіки з неопуклими елементами. Лема дозволяє припустити, що якщо число доданків множин перевершує розмірність векторного простору D, то тоді знаходження опуклих оболонок вимагається лише для D доданків.